# VASPR
A vacina antissarampo, parotidite e rubéola (VASPR) (português europeu) ou tríplice viral (português brasileiro) é uma vacina contra o sarampo, parotidite e rubéola. A primeira dose é geralmente administrada a crianças entre os 9 e 15 meses de idade e a segunda dose entre os 15 meses e 6 anos de idade, devendo o intervalo entre doses ser de pelo menos 4 semanas. Duas doses garantem a 97% das pessoas imunidade contra o sarampo , a 88% imunidade contra a parotidite e a pelo menos 97% imunidade contra a rubéola. A vacina é também recomendada para adultos sem evidência de imunidade, com VIH/SIDA sob controlo e no prazo de 72 horas após exposição ao sarampo, mesmo em pessoas vacinadas. A VASPR é administrada por injeção.
A VASPR é amplamente administrada em todo o mundo. Em 2001 foram administradas 500 milhões de doses em mais de 100 países. Antes da vacinação se ter tornado comum, o sarampo era a causa de 2,6 milhões de mortes em cada ano. Em 2012, este valor diminuiu para 122 000 mortes, a maioria das quais em países em vias de desenvolvimento. Nos países em que há vacinação, a frequência de sarampo é muito baixa. No entanto, a prevalência de doenças tem vindo a aumentar em grupos populacionais que não são vacinados. Entre 2000 e 2016, a vacinação diminuiu em 84% as mortes por sarampo.
Os efeitos secundários da vacinação são geralmente ligeiros e resolvem-se sem necessidade de qualquer tratamento específico. Os efeitos secundários mais comuns são febre e dor ou vermelhidão no local da injeção. Numa em cada milhão de pessoas ocorrem reações alérgicas graves. A VASPR não é recomendada durante a gravidez, podendo no entanto ser administrada durante a amamentação. A administração a par de outras vacinas é segura. A vacinação recente não aumenta o risco de transmitir sarampo, parotidite ou rubéola a outras pessoas. A vacina não aumenta o risco de autismo. A VASPR é uma combinação de vírus atenuados de cada uma das três doenças.
A VASPR foi desenvolvida por Maurice Hilleman e introduzida no mercado em 1971 pela farmacêutica Merck. As vacinas isoladas contra o sarampo, contra a parotidite e contra a rubéola tinham já sido autorizadas em 1963, 1967 e 1969, respetivamente. As recomendações para uma segunda dose foram introduzidas em 1989. Está também disponível uma versão que também imuniza contra a varicela, denominada VASPRV. Está ainda disponível uma versão que não oferece imunização contra a parotidite.

## Falsas alegações sobre autismo
Em 1999, o médico Andrew Wakefield publicou no periódico científico The Lancet o artigo "MMR vaccination and autism", estabelecendo uma suposta relação entre a vacina contra o sarampo e o autismo. Diversos estudos médicos foram conduzidos desde então buscando comprovar ou não essa relação, e não foram encontradas evidências nesses novos estudos acerca dessa hipótese. Em 2010 os editores da The Lancet anunciaram a retratação do artigo porque vários aspectos estavam incorretos e contrariavam as descobertas mais recentes. Outra razão para a retratação foi a descoberta de afirmações falsas no artigo. O Conselho Médico Geral Britânico considerou que Wakefield agiu de maneira antiética e desonesta por não ter submetido a pesquisa a um comitê de ética local e cassou sua licença médica. Ainda de acordo com o Conselho, a sua conduta trouxe má reputação à profissão médica depois que ele coletou amostras de sangue de jovens na festa de aniversário de seu filho pagando-lhes £5.
Considera-se que o artigo de Wakefield tenha sido responsável pelo ressurgimento do sarampo no Reino Unido devido ao receio dos pais em vacinarem os filhos. As taxas de vacinação nunca mais voltaram a subir e surtos da doença tornaram-se comuns. Outra corrente acusa a influente indústria farmacêutica de fazer lobby para "abafar" o caso, mas sempre mencionando o artigo ou Wakefield.
Em 2021, houve o registro de surtos da doença em 21 estados do Brasil e 2 mortes de crianças com menos de 1 ano. No mesmo ano, a cobertura vacinal atingiu metade do público alvo. Especialistas atribuíram o aumento nos casos de sarampo às falsas alegações do movimento antivacina e à elevação da transmissão devido às medidas de isolamento impostas pela pandemia de COVID-19.